# Bankbetriebslehre
Die Bankbetriebslehre ist innerhalb der Betriebswirtschaftslehre eine spezielle Betriebslehre für das Bankwesen (so genannte Wirtschaftszweiglehre). Lehr- und Forschungsgegenstand der Bankbetriebslehre sind die Kreditinstitute.

## Geschichte
Als am 2. März 1619 mit der Hamburger Bank die erste deutsche Girobank gegründet wurde, gab es noch keine systematische wissenschaftliche Bankforschung. Die Bankbetriebslehre ist eine der jüngsten Wissenschaften, deren Anfänge im Hinblick auf die Fachliteratur mit Paul Jacob Marpergers „Beschreibung der Banquen“ auf das Jahr 1717 zurückreichen. Otto Hübner verlangte in seinem zweibändigen Werk „Die Banken“ (1854) mit der Goldenen Bankregel vollständige Fristenkongruenz, während Adolph Wagner 1857 mit seiner Bodensatztheorie hiervon teilweise abrückte. Die Universität Köln spaltete 1911 aus der Betriebswirtschaftslehre die Bankbetriebslehre als eigenständige Spezielle Betriebswirtschaftslehre ab. Das erste bankbetriebliche Kompendium erschien im Jahre 1906 von Georg Obst. Lehrveranstaltungen gab es im Zahlungs- und kurzfristigen Kreditverkehr, Hypotheken- und Effektenverkehr und Betriebstechnik der Banken. Dozenten waren Eugen Schmalenbach, Walter Mahlberg und Ernst Walb. Letzterer veröffentlichte im Jahre 1914 einen um die Fortentwicklung der Bankbetriebslehre bemühten Aufsatz. Willi Prion umschrieb in seiner „Lehre vom Bankbetrieb“ (1924) die Bankbetriebslehre erstmals als die „Wissenschaft vom Aufbau und der Gestaltung derjenigen Betriebe, die Bankgeschäfte betreiben“. Wilhelm Hasenack war einer der ersten bedeutenden deutschen Autoren im Sektor der Bankkalkulation. Er befasste sich 1924 in einem Aufsatz mit dem Zusammenhang zwischen der Bankkalkulation und der Gebührenpolitik. Für ihn war die Bankkalkulation der „Versuch, im Bankbereich ein zusammenhängendes Kostenrechnungsverfahren für die Bankleistungen vom betriebswirtschaftlichen Standpunkt aus zu schaffen, sei es, um eine Betriebskontrolle durchzuführen … oder darüber hinaus Unterlagen für die Festsetzung von Gebühren, Provisionen und Zinsen zu gewinnen“.
Doch hatte bis dahin die Bankbetriebslehre ihre weitgehend deskriptive Phase noch nicht überwunden. Erste wesentliche bankanalytische Ansätze lieferte Stefan Kaminsky 1955 mit seinem grundlegenden Werk „Kosten- und Erfolgs-Rechnung der Kreditinstitute“, worin er den Bankbetrieb in einen „technisch-organisatorischen“ und „liquiditätsmäßig-finanziellen“ Bereich einteilte. Der Dualismus der Bankleistung war erkannt. Wolfgang Stützel – eigentlich ein Volkswirt – befasste sich im September 1959 mit der Verlustausgleichsfunktion der Eigenmittel und baute seine Erkenntnisse zur Maximalbelastungstheorie aus. Ludwig Mülhaupt und sein Assistent Hans-Dieter Deppe entwickelten – ausgehend von Erich Gutenbergs System der Produktionsfaktoren – im Jahre 1969 ein auf Kaminsky aufbauendes, eigenständiges bankbetriebliches Faktorsystem, das die organisatorischen Strukturen der Kreditinstitute besser repräsentiert. Deppe zufolge setzt sich jede Bankleistung aus Teilleistungen einer liquiditätsmäßig-finanziellen („Wertsphäre“) und einer technisch-organisatorischen Sphäre („Betriebssphäre“) zusammen. Unter dem liquiditätsmäßig-finanziellen Bereich versteht Deppe die Gesamtheit aller Zahlungsmittelbestände und aller durch den bankbetrieblichen Leistungserstellungs- und -vermarktungsprozess ausgelösten Zahlungsmittelbewegungen, die als so genannter „monetärer Produktionsfaktor“ aufgefasst werden. In dieser Wertsphäre spielen sich die bankbetrieblichen Hauptfunktionen der Kapitalbeschaffung (Einlagengeschäft) und Kapitalbereitstellung (Aktivgeschäft) ab. Die technisch-organisatorische Sphäre wiederum umfasst die Produktionsfaktoren objektbezogene und dispositive Arbeit, Arbeits- und Betriebsmittel sowie den Faktor „Information“.
Die durch Rudolf Maleri 1970 für alle Dienstleistungsunternehmen eingeführte Einteilung in „interne Produktionsfaktoren“ und „externe Produktionsfaktoren“ ist auch im Bankwesen anwendbar. Externe Produktionsfaktoren sind im Bankwesen die Bankkunden und die von ihnen den Kreditinstituten überlassenen Informationen. Anleger müssen die Institute über ihre Risikoeinstellung unterrichten, damit sie und die gewünschten Finanzprodukte bei der Anlageberatung in die zutreffende Anlage- und Risikoklasse eingestuft werden können. Im Kreditgeschäft muss der Kreditnehmer vollständige Kredit- und Beleihungsunterlagen einreichen, damit die Institute bei ihrer Kreditwürdigkeitsprüfung die Kreditwürdigkeit zutreffend einschätzen können. Hier gelten als externer Produktionsfaktor die vom Kreditnehmer den Kreditinstituten überlassenen Kreditsicherheiten.
Die heutige Bankbetriebslehre sieht die Kreditinstitute als Finanzintermediär mit den Funktionen der Fristen-, Losgrößen- und Risikotransformation. Diese Sichtweise wird seit der Finanzkrise ab 2007 von verschiedenen Zentralbanken zurückgewiesen. Sie betonen die aktive Rolle der Geschäftsbanken bei der Geldschöpfung.
Bedeutende Wissenschaftler waren – außer den bereits erwähnten – Hans Büschgen, Karl-Friedrich Hagenmüller, Wilhelm Kalveram, Hans-Jacob Krümmel, Heinrich Rittershausen oder Joachim Süchting.

## Erkenntnisobjekt
Erkenntnisobjekt ist das Bankwesen. Die aus der Industriebetriebslehre gewonnenen Erkenntnisse sind nur sehr begrenzt auf den Bankbetrieb anwendbar. Die geschichtliche Entwicklung der Bankbetriebslehre hat gezeigt, dass weder die allgemein übliche Einteilung der Produktionsfaktoren, noch die allgemeine betriebswirtschaftliche Strukturierung der betrieblichen Funktionsbereiche Beschaffung, Produktion und Absatz auf den Bankbetrieb übertragen werden kann. Der bankbetriebliche Faktoreinsatz und der Leistungserstellungs- und -vermarktungsprozess der Banken bedurften einer eigenständigen Untersuchung. Die typischen Charakteristika der Bankleistungen und ihrer Erstellung sind vielmehr dafür verantwortlich, dass sich die Bankbetriebslehre unabhängig von der Allgemeinen Betriebswirtschaftslehre zu einer selbständigen institutionellen Disziplin entwickelt hat.

## Ziele
Die Bankbetriebslehre verfolgt drei wissenschaftliche Ziele:
- Deskriptionsziel: Es verfolgt eine systematische Erfassung und Darstellung des als Erkenntnisobjekt wesentlichen Ausschnitts der bankwirtschaftlichen Realität mit Hilfe der empirisch-deduktiven Forschungsmethode. Besondere Bedeutung erhält die Beschreibung in der Bankenstrukturlehre und der Bankgeschäftslehre.
- Erklärungsziel: Es verfolgt die wissenschaftliche Erklärung und Begründung erfahr- und erfassbarer bankwirtschaftlicher Phänomene in intersubjektiv nachvollziehbarer Weise. Erklärungsmodelle sollen Systeme empirisch basierter Hypothesen bilden, die der Aufdeckung funktionaler und kausaler Beziehungen dienen sollen.
- Gestaltungsziel: Das bei der Verfolgung der vorher genannten Ziele gewonnene Wissen wird hier zum Instrument bei der Gestaltung der bankbetrieblichen Realität gemacht. Dadurch sollen wissenschaftliche Erkenntnisse in praktisch anwendbare Handlungs- und Verhaltensmaximen für die Bankpraxis transformiert werden.

## Inhalt
Die Bankbetriebslehre beschäftigt sich mit der Struktur und den Prozessen des Bankgeschäfts und behandelt die besonderen Aspekte der Bankorganisation. Neben den betriebswirtschaftlichen spielen auch juristische und aufsichtsrechtliche Aspekte eine wichtige Rolle. Die rechtliche Situation der Banken wird neben dem allgemeinverbindlichen Wirtschaftsrecht durch besondere bankengesetzliche und aufsichtsrechtliche Vorgaben geregelt, die Erkenntnisobjekt des Bankrechts darstellen. Die Bankorgane befassen sich in der Gesamtbanksteuerung mit der strategischen Bankplanung und -steuerung und führen die Finanzplanung und Liquiditätsplanung durch, versuchen durch entsprechende Produkte und Konditionen die Aufmerksamkeit und Treue der Bankkunden zu gewinnen und überwachen und steuern die Risiken der Bank in einer bankspezifischen Form des Risikomanagements. Das Kreditmanagement prüft die Kreditwürdigkeit der angehenden Schuldner und überwacht die Kreditrisiken mittels eigener oder externer Ratingverfahren und steuert das Kreditportfolio. Bei diesem wendet sie die Erkenntnisse der Portfoliotheorien an und untersucht bedeutsame Risiken wie das Klumpenrisiko und die Granularität. Von Interesse sind die Kreditentscheidungen und die Möglichkeiten der Risikobewältigung. Das Investitionsmanagement plant die mittel- und langfristigen Investitionen in Gebäude, Betriebsmittel und Sicherheitstechnik. Insbesondere die Investitionen im EDV-Bereich stellen die Banken vor besondere Herausforderungen. Die Projekt- und Betriebskosten der EDV-Bankenplattformen sind neben den Personalkosten der größte Kostenblock bei den meisten Banken.

## Rolle des Bankwesens in der Wirtschaft

### Aufgaben des Bankensystems
Das universelle Tauschmittel Geld mit seinen vielen Modifikationen ist das zentrale Medium in der Kreditwirtschaft. Geld vereinfacht einerseits die Preisbildung und reduziert die Transaktionskosten im Leistungsaustausch. Andererseits wird das Preisniveau selbst von der zirkulierten Geldmenge abhängig und führt mit Inflation und Deflation zu geldbedingt neuen Problemstellungen. Das Bankwesen nimmt in der Volkswirtschaft als Pendant zu den güterwirtschaftlichen (realwirtschaftlichen) Abläufen die Aufgaben des monetären Sektors durch die Geldversorgung der Wirtschaft wahr und ist damit der zentrale Wirtschaftssektor einer Volkswirtschaft.
Die Banken treten hier zwischen Kapitalgebern und Kapitalnehmern als Vermittler (Finanzintermediär) auf:
- Kapitalgeber und Kapitalnehmer möchten in der Regel nicht die gleichen Kapitalbeiträge handeln. So benötigen Unternehmen beispielsweise einen größeren Betrag an Fremd- und Eigenkapital, während einzelne Anleger nur geringe Beiträge bereitstellen können. Ebenfalls ist es denkbar, dass ein Großanleger einer Vielzahl von Kapitalnehmern mit geringen Kapitalbedarf gegenübersteht. Die Vorstellungen von Kapitalgebern und Kapitalnehmern in Übereinstimmung zu bringen, wird als Losgrößentransformation bezeichnet.
- Durch zeitliche Transformation der unterschiedlichen Kapitalein- und Auszahlungen werden die unterschiedlichen zeitlichen Bedürfnisse von Kapitalgebern und Kreditnehmern aufeinander abgestimmt (Fristentransformation).
- Risikotransformation bedeutet, dass das von Kapitalgebern akzeptierte Risiko eines Finanzkontrakts mit dem von Kapitalnehmern gewünschten Risiko eines Kontrakts in Übereinstimmung gebracht wird. Dabei kann die Risikotransformation durch Risikoreduktion und Risikoaufspaltung erreicht werden.

### Gesetzliche Rahmenbedingungen, Bankengesetz

#### Vorschriften zur Mindestliquidität und Eigenmittelunterlegung
Durch Vorschriften zu Liquiditätshaltung (Liquiditätsverordnung; früher Grundsatz II) und der Festlegung von Mindeststandards (Solvabilitätsverordnung, früher Grundsatz I) für die Eigenkapitalunterlegung von Kreditrisiken versucht der Gesetzgeber, für gesunde Bankbilanzen und ausreichende Liquidität zu sorgen. Durch hohe regulatorische Anforderungen soll die jederzeitige Zahlungsfähigkeit der Bank sichergestellt werden.

#### Bankeninsolvenz und Systemrisiko
Kreditinstitute haben eine wichtige gesamtwirtschaftliche Vermittlerrolle zwischen Geldnachfrage/Geldangebot und Kreditangebot/Kreditnachfrage der Wirtschaftssubjekte. Die Zahlungsunfähigkeit einer großen Bank könnte, ohne besondere Vorkehrungen, je nach Einzugsgebiet der Bank eine regionale bis internationale Banken- und nachfolgende Wirtschaftskrise auslösen (Dominoeffekt). Unweigerlich könnten andere Banken und Nichtbanken ebenfalls in die Insolvenz hineingezogen werden. Weil eine potentielle Zahlungsunfähigkeit einer Bank eine Gefahr für die gesamte Wirtschaft darstellt (sogenannte Systemrisiko), haben die Gesetzgeber hier unter anderem mit der Einlagensicherung und einem zeitnahen Meldewesen reagiert.

#### Bankengesetzgebung
Neben dem allgemeinen Wirtschafts- und Vertragsrecht sind in den nationalen Bankengesetzgebungen verschärfende Rahmenbedingungen für die Banken geschaffen.

#### Bankkundengeheimnis und Auskunftspflicht
Durch das Bankgeheimnis wird die Privatsphäre von Kunden gegen Eingriffe durch Dritte geschützt und der Datenschutz sichergestellt. Es verbietet den Bankangestellten, Dritten jedwede Auskunft zu erteilen. Die Bank ist jedoch gegenüber Dritten auskunftspflichtig, wenn diese schriftlich ermächtigt sind (Bevollmächtigte, legitimierten Erben, Vollstreckungsbehörden).

## Zentralbank und Geldpolitik

### Entwicklung und Aufgaben der Zentralbank
Notenbanken waren ursprünglich Banken, welche vom Staat mit dem alleinigen Privileg zur Ausgabe von Banknoten versehen worden sind (so genannte Notenprivileg).
Die Ausgabe von regional unterschiedlichen Notengeldscheinen von verschiedenen Notenbanken hat infolge der zunehmenden Bedeutung des Notengeldverkehrs zu unerwünschten Friktionen und Transaktionskosten im Notengeldaustausch geführt. Unterschiedliche Bonitäten der verschiedenen Notenbanken und einige Bankenkonkurse in der zweiten Hälfte des 19. Jahrhunderts haben die Wertsicherheit von Notengeld vorübergehend in Frage gestellt. Dies hat zur Bildung von nationalen Zentralbanken geführt, welche mit einem monopolistischen Recht zu Notengeldausgabe ausgestattet worden sind. Der Zentralbank wurde die Aufgabe der gesamtwirtschaftlichen Geld- und Kreditversorgung übertragen, welche unter Einhaltung eines gesetzlich verankerten Zielkatalogs durchzuführen ist.
Durch die Entwicklung des Geldverkehrs mit bargeldlosem Zahlungsverkehr und der damit verbundenen Ausweitung der Geldmenge durch das Buchgeld (siehe Giralgeld und Geldschöpfung) ist die Aufgabe der Geldmengensteuerung komplexer geworden.
In diesem Rahmen hat eine Zentralbank folgende Aufgaben:
- Liquiditätsversorgung des Geldmarktes
- Gewährleistung der Bargeldversorgung
- Erleichterung und Sicherstellung der bargeldlosen Zahlungssysteme
- Verwaltung der Währungsreserven
- Beitrag zur Stabilität des Finanzsystems

Zur Erfüllung dieser Aufgaben hat die Zentralbank folgenden Handlungsspielraum:
- Kreditvergabe für Geschäftsbanken gegen Hinterlegung von Sicherheiten
- Kreditaufnahme bei Geschäftsbanken
- Ausgabe und Rückkauf von verzinslichen Schuldverschreibungen (Kassen- oder Termingeschäft)
- Schaffung von Derivaten auf Forderungen und Effekten
- Aufnahme von Geschäftsbeziehungen zu ausländischen Zentralbanken

In diesem Handlungsrahmen werden verschiedene Instrumente eingesetzt um die gesetzlich festgeschriebenen Ziele der Zentralbank zu verfolgen (siehe geldpolitische Instrumente unter Geldpolitik).
Die Geldmengensteuerung hat indirekt auch eine Wirkung auf die Wechselkurse und die Währungspolitik. Neben dem Primat der Preisstabilität muss deshalb auch die Wechselkurspolitik als Sekundärziel im Auge behalten werden. Neben der Geldpolitik haben allerdings auch die Leistungsbilanz, d. h. der Saldo aus Importen und Exporten, sowie die Staatsverschuldung einen Einfluss auf die Wechselkurse.

### Geldmengensteuerung und Konjunktur
Durch wachsende Geldschöpfung im Kreditsystem kann die zirkulierende Geldmenge konjunkturabhängig wachsen oder schrumpfen. Eine zu kleine Geldmenge kann zu Kreditverknappung, Rezession und Deflation führen. Eine wachsende Geldmenge kann zu größerer Güternachfrage führen. Da die Güterangebotsmenge aber allenfalls nicht im gleichen Maße ausgeweitet werden kann, führt eine weitere Geldmengenausweitung zu Preissteigerungen auf den Gütermärkten, d. h. zu Inflation. Ein zu großes Geldangebot kann so zur wirtschaftlichen Überhitzung und Inflation führen.

## Geschäftsbanken
Zur Charakterisierung von Banken gibt es je nach Herkunftsland unterschiedliche Legaldefinitionen. Aus betriebswirtschaftlicher Sicht ist es angesichts der unterschiedlichen nationalen Gesetzgebungen nicht so einfach, eine einheitliche Definition zu finden, was eine Bank ist.
Eine Geschäftsbank ist, wer sich einem öffentlichen Publikum zur Abwicklung von Bankgeschäften anbietet. Zentralbanken sind in dem Sinne keine Geschäftsbanken. Betreiben sie mindestens eines der Bankgeschäfte, bedürfen sie einer Banklizenz durch die Bankenaufsicht.

### Bankgeschäfte
Die Kerngeschäfte einer Universalbank richten sich nach den Kundenbedürfnissen.
| Kundenbedürfnis                           | Produktgruppe                           | Bankprodukte | Bilanzseite                                                     |
| Sparen                                    | Einlagengeschäft                        | Sparkonto, Tagesgeldkonto, Termingeld, Sichteinlagen | Passiva                                                         |
| Disposition                               | Girokonto                               | Bargeld: Bareinzahlungen, Barauszahlungen, Buchgeld: Zahlungsverkehr, Zahlungsanweisung (Formular oder Electronic Banking), Electronic Cash, Zahlungskarte | Passiva, bei vorhandener Kreditlinie oder Sollsaldo auch Aktiva |
| Anlegen                                   | Finanzprodukte                          | Anleihen/Schuldverschreibungen, Aktien, Investmentzertifikate | Passiva oder außerhalb der Bilanz                               |
| Finanzieren                               | Kreditgeschäft                          | Geldleihe: Kredite an natürliche Personen und juristische Personen: Bau- und Immobilienfinanzierung z. B.: Beleihung von Immobilien, Effekten (Lombardkredit), Umlaufvermögen; Dispositionskredit, Konsumkredit Unternehmensfinanzierung z. B.: Investitionskredit Corporate Finance: z. B.: Emissionsgeschäft Kommunalkredite Kreditleihe: Avalkredite, Akkreditive | Aktiva oder Eventualverbindlichkeiten                           |
| Vorsorgen                                 | Steuerbegünstigte Vorsorgekonten        | Vorsorgesparen | Passiva                                                         |
| Wertaufbewahrung (fremder Vermögenswerte) | Portfoliomanagement Vermögensverwaltung | Wertpapierdepot, Bankschließfach | außerhalb der Bilanz                                            |
| Eigenhandel/Interbankenhandel             | Handelsobjekte                          | Handel mit Finanzinstrumenten, Finanzprodukten, Finanzierungstiteln, Commodities (Rohstoffmarkt, Goldmarkt, Silbermarkt), Refinanzierung, Wertpapierhandel | Aktiva/Passiva                                                  |

Im Hinblick auf Produktgruppen wird folgende Einteilung vorgenommen:
| Kategorie                 | Produktgruppe                              | Bankgeschäfte | Preis                                                                                            |
| ------------------------- | ------------------------------------------ | --- | ------------------------------------------------------------------------------------------------ |
| Zinsgeschäft              | Aktivgeschäft Passivgeschäft               | Kreditgeschäfte: Geldleihe: Anschaffungskredit, Bau- und Immobilienfinanzierung, Dispositionskredit, Konsumkredit, Lombardkredit Unternehmensfinanzierung: Investitionskredit, Kontokorrentkredit Corporate Finance: Emissionsgeschäft, Konsortialkredite Kommunalkredite Kreditleihe: Avalkredite, Akkreditive Einlagengeschäft: Sichteinlagen, befristete Einlagen, Spareinlagen, Spar(kassen)briefe | Kreditzinsen, Sollzinsen, Überziehungszinsen Habenzinsen                                         |
| Finanzkommissionsgeschäft | Effektengeschäft                           | Wertpapierdepotgeschäft, Wertpapierhandel, Wertpapierorders | Provisionen                                                                                      |
| Indifferenzgeschäft       | Zahlungsverkehr, Beratung, Inkassogeschäft | bargeldloser Zahlungsverkehr, Barauszahlungen, Bareinzahlungen, Bankschließfach Anlageberatung Dokumenteninkasso | Bankgebühren: Bearbeitungsgebühren, Buchungspostengebühren, Depotgebühren, Kontoführungsgebühren |

Das Zinsgeschäft setzt sich aus dem Passivgeschäft (Bankguthaben jeder Art) und dem Aktivgeschäft (Kreditgeschäft) zusammen. Im Passivgeschäft erhält der Kunde einen Habenzins auf seinen Geldeinlagen, der niedriger ist als der Kreditzins, den Kreditinstituten bei Kapitalnachfrage auf dem Kapitalmarkt bezahlen müssten. Im Hinblick darauf wird der Bankenmarkt mit Bankkunden als Primärmarkt, der Kapitalmarkt als Sekundärmarkt bezeichnet. Im Aktivgeschäft zahlt der Kreditnehmer einen Kreditzins auf seine Kreditschuld, der höher ist als der Zins, den die Bank bei Kreditvergabe am Kapitalmarkt erhalten würde. Die Banken erhalten am Kapitalmarkt im Regelfall günstigere Zinskonditionen, weil sie die betragsmäßig höheren Geschäfte abschließen und weil sie eine gute bis sehr gute Bonität nachweisen können.
Bei der Kreditleihe (Avalkredite, Akkreditive) werden Provisionen berechnet, weil hierfür banktechnisch keine Refinanzierung anfällt und somit auch keine Refinanzierungskosten entstehen. Obwohl das Wertpapierdepotgeschäft zum Finanzkommissionsgeschäft gehört, werden Depotgebühren erhoben. Große Teile des Investment-Banking und von Corporate Finance sind indifferente Geschäfte, bei denen die Kreditinstitute eine Informationstransformation vornehmen, also beratend tätig sind.

### Eigenmittelunterlegung
Die Eigenmittel von Kreditinstituten sind von größter Bedeutung. Insbesondere begrenzen sie das Kreditgeschäft der Banken, weil jeder Kredit mit einem bestimmten Anteil des Eigenkapitals unterlegt werden muss. Die Höhe des Eigenkapitals begrenzt somit das maximale Kreditvolumen, das eine Bank ausleihen darf. Die geforderte Eigenmittelunterlegung ist mit ein Garant für die Risikotragfähigkeit der einzelnen Bank und des ganzen Bankensystems. Die auf Basel III beruhende und seit Januar 2014 in allen EU-Mitgliedstaaten in Kraft befindliche Kapitaladäquanzverordnung (CRR) klärt einerseits den Begriff der Eigenmittel und andererseits die Unterlegung von Krediten durch Eigenmittel. Nach Art. 72 CRR sind Eigenmittel die Summe aus Kernkapital und Ergänzungskapital. In Art. 92 CRR ist die Eigenmittelquote mit 8 % des Kreditvolumens festgelegt. Die Eigenmittelanforderungen für das Kreditrisiko sind in den Art. 107 ff. CRR enthalten. Danach sind Kredite mit hohem Kreditrisiko mit 100 % Eigenmittel, mit mittlerem Risiko mit 50 %, mit niedrigem Risiko mit 20 % und ohne besonderes Risiko mit 0 % Eigenmitteln zu unterlegen (Art. 111 Abs. 1 CRR). Eine erforderliche Risikogewichtung dieser Risiken hängt vom Kreditrating des Kreditnehmers ab, die nach Art. 114 CRR bei dem schlechtesten Kreditrating eine Eigenmittelunterlegung von 150 % (bei Staatsrisiken) bis hin zu 1450 % (bei Verbriefungen) vorschreibt. Hierdurch wird der Anreiz genommen, riskantere Kredite zu gewähren (bei denen eine höhere Kreditmarge und somit bei nicht risikoadäquater Eigenmittelunterlegung eine höhere Rendite erzielt werden könnte).
In der Bankbetriebslehre werden – je nach Perspektive – drei Arten des Eigenkapitals unterschieden: das bilanzielle Eigenkapital, das regulatorische Eigenkapital und das ökonomische Kapital. Bilanzielles Eigenkapital ist der Buchwert der Bilanzposition „Eigenkapital“ in der Bankbilanz, regulatorisches das nach § 10 KWG und § 10a KWG sowie CRR zu ermittelnde Eigenkapital einschließlich Kapitalpuffer und ohne Geschäfts- oder Firmenwert. „Als ökonomisches Kapital bezeichnet man die Gesamtheit der Risikodeckungspotenziale, die mindestens vorgehalten werden muss, um selbst dann, wenn die vorab definierte Maximalbelastungssituation eintreten sollte, solvent zu bleiben“.

### Liquidität
Eine Bank muss jederzeit die Verbindlichkeiten gegenüber ihren Kunden erfüllen können. Für jedes kurzfristig kündbare Einlagegeschäftsvolumen muss die Bank deshalb einen bestimmten Anteil liquider Mittel bereithalten. Dabei gehen die gesetzlichen Vorgaben zur Mindestliquidität davon aus, dass nicht alle Kunden gleichzeitig ihre Einlagen kündigen.

### Berechnung des Zinsertrags mit der Poolmethode
Die Aktivseite und die Passivseite einer Bankbilanz stehen insofern miteinander in Verbindung, als die Kreditvergabe der Aktivseite auf der Passivseite durch die Kundengelder und die Aufnahme von Geld- und Kapitalmarktkrediten refinanziert werden müssen. Auf beiden Bilanzseiten hängt die Höhe des Kundenzinses von der Zinsbindungsfrist ab. Bei einer normalen Zinsstrukturkurve erzielt eine langfristige Kapitalbindung einen höheren Zinssatz, als ein jederzeit kurzfristig kündbarer Kapitalbetrag.
Die Geldvolumen der Aktiv- und Passivseite können nach Fälligkeits- bzw. Kündigungsterminen sortiert einander in Fälligkeitsgruppen gegenübergestellt werden. Pro Gruppe kann nun die mittlere Bruttozinsspanne gerechnet werden. Dieses Vorgehen entspricht der Zinsertragsberechnung nach der Poolmethode. Das Verfahren ist ungenau und hat verschiedene Nachteile. Insbesondere sollte die Zinskonditionssteuerung der Aktivseite und der Passivseite voneinander unabhängig erfolgen können. Sie wurde deshalb praktisch vollständig durch die Marktzinsmethode verdrängt.

### Marktzinsmethode
In der Marktzinsmethode wird jedem Bankgeschäft ein Kapitalmarktgeschäft mit gleichem Laufzeitverhalten als Opportunitätsgeschäft gegenübergestellt. Gemäß dem Opportunitätsprinzip könnte statt der Kreditvergabe an einen Kunden das Geld am Kapitalmarkt angelegt werden. Statt der Entgegennahme von Spargeldern könnte sich die Bank das zur Refinanzierung notwendige Geld am Geld- und Kapitalmarkt ausleihen. Die Differenz aus dem Kundenzins und dem Opportunitätszins, d. h. dem Zins auf dem Opportunitätsgeschäft bildet den Zinskonditionsbeitrag.
Die komplementären Differenzen summiert über Aktiv- und Passivseite bilden den Strukturbeitrag. Der Strukturbeitrag beschreibt den Ertrag den die Bank aufgrund der Fristentransformation erzielt. Ein einseitiger Fristenüberhang bedeutet aber immer auch ein Marktrisiko. Die Zinsstrukturkurve kann sich im Verlauf der Zeit in eine unerwartete Richtung entwickeln, was die Ertragslage der Bank beeinträchtigen kann. Diese Marktrisiken können im Rahmen vom Bilanzstrukturmanagement durch entsprechende derivative Instrumente eliminiert werden. Die Kosten dieser Absicherung werden aber im Gegenzug den Strukturbeitrag mehr oder weniger aufzehren.

### Bankkostenrechnung
Die Bankkalkulation berücksichtigt die Unterscheidung zwischen Betriebs- und Wertsphäre, denen die bankbetrieblichen Produktionsfaktoren zugeordnet werden. In der Betriebssphäre schlagen sich „alle menschlichen Anstrengungen, Maschinen- und Sachwertnutzungen und alle Betriebsmittel- und Werkstoffverzehre nieder“. Ihr können mithin die Produktionsfaktoren Arbeit, Betriebsmittel und Werkstoffe zugeordnet werden. Die Wertsphäre ist ein abstrakter Wirkungsbereich, „dessen Leistung in der Annahme, Schaffung und Weitergabe von monetären Dispositionsmöglichkeiten besteht“. Zu ihr gehört der – nur im Bankwesen bekannte – monetäre Faktor, der aus der Nutzung von Zahlungsmitteln besteht. Ein weiterer, in allen Dienstleistungsunternehmen vorhandener Produktionsfaktor ist der externe Produktionsfaktor, zu dem der Bankkunde (etwa als Kreditnehmer) oder die von ihm zur Produktion eingebrachten Wirtschaftsobjekte (etwa Kreditsicherheiten) gehört.
Bankleistungen entstehen meist aus dem Zusammenwirken beider Sphären, woraus ein auch die Bankkalkulation durchziehender Dualismus resultiert. Beide Sphären verursachen Kosten und erzielen Erlöse. Betriebskosten sind ein Wertverzehr, der durch die Leistungserstellung in der Betriebssphäre verursacht wird; wesentliche Kostenarten sind Personalkosten, Pensionsrückstellungen und Sachkosten (etwa Abschreibungen auf Sachanlagevermögen). Entsprechend sind Wertkosten der Wertverzehr, der ausschließlich durch den sich in der Wertsphäre vollziehenden abstrakten Akt der Wertübertragung verursacht wird. Wichtigste Kostenarten sind hier der Zins- und Provisionsaufwand oder Abschreibungen, Rückstellungen und Wertberichtigungen auf Kredite (Risikokosten). Betriebserlöse sind der Betriebssphäre, die wichtigeren Werterlöse der Wertsphäre zuzuordnen.
| Kostenarten / Erlösarten | Betriebssphäre                                                     | Wertsphäre |
| ------------------------ | ------------------------------------------------------------------ | --- |
| Betriebskosten           | Personalkosten Sachkosten Materialkosten Kostensteuern und Abgaben | |
| Betriebserlöse           | Buchungspostengebühr Kontoführungsgebühr Bearbeitungsgebühr        | |
| Wertkosten               |                                                                    | Zinsaufwand Provisionsaufwand kalkulatorische Zinsen Risikokosten Kreditgeschäft (Wertberichtigungen, Rückstellungen) Verluste aus Eigenhandel     |
| Werterlöse               |                                                                    | Zinsertrag (Kredit- und Wertpapiergeschäft) Provisionsertrag (Kreditprovision, Bereitstellungs- und Überziehungsprovision) Gewinne aus Eigenhandel |

### Geschäftsbericht, Jahresrechnung und Kennzahlen
Die Banken erstellen für jedes Geschäftsjahr einen Geschäftsbericht, der sich aus dem Jahresabschluss, dem Anhang und dem Lagebericht (einschließlich Risikobericht) zusammensetzt. Der Jahresabschluss besteht aus Bilanz, Erfolgsrechnung und Kapitalflussrechnung. Bezüglich der Jahresrechnung werden i. d. R. vom Gesetz bestimmte Mindestgliederungsvorschriften verlangt (siehe Bankbilanzierung, Jahresrechnung der Bank (Schweiz)).
Zur Messung der Betriebsgröße und der Marktanteile hat sich die Bankbetriebslehre anstelle der bedeutungslosen Umsatzerlöse für das Geschäftsvolumen als Maßgröße entschieden und damit die Bilanzsumme als dessen Hauptfaktor eingeführt. Auf Kreditinstitute fokussierte betriebswirtschaftliche Kennzahlen wie der Return on Assets werden seither auf Grundlage des Geschäftsvolumens berechnet. Die Bankbetriebslehre hat neben allgemeinen betriebswirtschaftlichen Kennzahlen auch spezifische Kennzahlen entwickelt, die die Eigenheiten des Bankbetriebs berücksichtigen. Hierzu gehören unter anderem Barliquidität, Kernkapitalquote, Marge, Zinsspanne, Cost-Income-Ratio, Leverage Ratio oder IRB-Formeln sowie die Risikoparamenter Ausfallwahrscheinlichkeit, Ausfallkredithöhe und Ausfallverlustquote.

### Aufbauorganisation
Die Mindestanforderungen an das Risikomanagement (MaRisk) schreiben in ihrem allgemeinen Teil allen Kreditinstituten vor, u. a. Regelungen zur Aufbau- und Ablauforganisation zu treffen. Dabei sind Art, Umfang, Komplexität und Risikogehalt der Geschäftsaktivitäten des jeweiligen Institutes zu berücksichtigen. Die Regelungen zur Aufbau- und Ablauforganisation haben dem Grundsatz der Funktionstrennung zu folgen. Dabei ist sicherzustellen, dass miteinander unvereinbare Tätigkeiten durch unterschiedliche Mitarbeiter durchgeführt werden. Die Verantwortlichkeit für den Risikoeingang ist von Kontroll- und Überwachungshandlungen organisatorisch zu trennen.
Die Organisationsstruktur einer regionalen Bank mittlerer Größe kann folgendermaßen aussehen:
```
 Geschäftsleitung oder Vorstand
```

```
 Zentralbereiche
   
Organisation

   
EDV

   
Personalwesen

   
Rechnungswesen

   
Controlling

     
Risikocontrolling

   
Kreditgeschäft

     
Kreditbearbeitung

     
Sicherheitenverwaltung

     
Kreditservicing

     
Kreditabwicklung

   
Zahlungsverkehr

     
Inlandszahlungsverkehr

     
Auslandszahlungsverkehr

   
Treasury
/
Eigenhandel

     
Handelsabwicklung

     
Handelsüberwachung
```

```
 Marktbereiche
   
Investmentbanking

   Firmenkunden
     
Großunternehmen

     
Kleine und mittlere Unternehmen

   
Private Banking
 (Vermögende Privatkunden)
   
Retail Banking

   
Passivgeschäft

     
Anlageberatung

     
Anlagevermittlung

     
Wertpapierhandel

   
Außenhandel

     
Außenhandelsfinanzierung
```

```
 
Filialen
/
Niederlassungen
/
Tochtergesellschaften

   
Inland

   
Ausland
```

## Bankbetriebslehre und Banktheorie
Die Abgrenzung zwischen Banktheorie (auch: Theorie der Finanzintermediation) und Bankbetriebslehre fiel manchen Autoren nicht leicht. Hanns Linhardt unterschied 1957 vier Phasen der Bankbetriebslehre, nämlich Anfänge der Banktechnik, Entwicklung des bankbetrieblichen Erkenntnisobjekts, Entwicklung einer Banktheorie und hieraus deren Anwendung als Bankpolitik. Später wurde die Ansicht vertreten, dass etwa Kreditderivate im Spannungsverhältnis zwischen dem Finanzintermediär Bank und dem Kapitalmarkt stehen, so dass sie finanzierungstheoretisch zwischen Banktheorie und der klassischen Kapitalmarkttheorie stünden. Sie sind aber reine Bankgeschäfte, die zur Bankbetriebslehre zu zählen sind. Die Bankbetriebslehre ist – so beispielsweise Hans Büschgen zufolge – zunächst eine Bankgeschäftslehre vom Inhalt, der Systematik, der Abwicklung, der zweckmäßigen Gestaltung und der adäquaten Abbildung von Bankleistungen im Rechnungswesen. Dies setze banktheoretische und finanzierungstheoretische Grundlagen voraus.
Die Banktheorie wird heute allgemein der Mikroökonomie zugeordnet, doch weist sie auch bankbetriebliche Aspekte auf, wie es beim Standardkreditvertrag, Kreditvertragsklauseln (Covenants), unvollständigen Vertrag und der Kreditrationierung der Fall ist.

## Bankbetriebslehre und andere Theorien
Die Bankbetriebslehre profitiert von den Erkenntnissen weiterer Theorien wie insbesondere der Geldtheorie, Kapitalmarkttheorie, Kredittheorie, Liquiditätstheorie, dem Monetarismus oder der Zinstheorie.

## Herausforderungen in der Bankbetriebslehre
Das äußerst dynamische Finanzwesen hat zu erheblichen Finanzrisiken beigetragen, durch die Staaten in eine Finanzkrise wie die Finanzkrise ab 2007 gerieten. Veränderungen im Finanzsektor wie neue Finanzinstitutionen (Schattenbanken, Briefkastengesellschaften), Kreditsubstitute, Finanzinnovationen (wie elektronisches Geld), Disintermediation, Globalisierung, Regulierung und Deregulierung oder Commoditisierung von Finanzprodukten bedürfen einer eingehenden Untersuchung in der Bankbetriebslehre. Das bankbetriebliche Risikomanagement muss die vorhandene Risikoaggregation einer eingehenden Risikoanalyse unterziehen, um die durch die Bankenaufsicht geforderte Risikotragfähigkeit zu erfüllen.